# Satoyama
Satoyama (里山) é um termo japonês aplicado à zona fronteiriça ou área entre o sopé das montanhas e as terras planas aráveis. Literalmente, sato (里) significa aldeia e yama (山) significa colina ou montanha. As satoyama foram desenvolvidas ao longo de séculos de utilização agrícola e florestal em pequena escala.

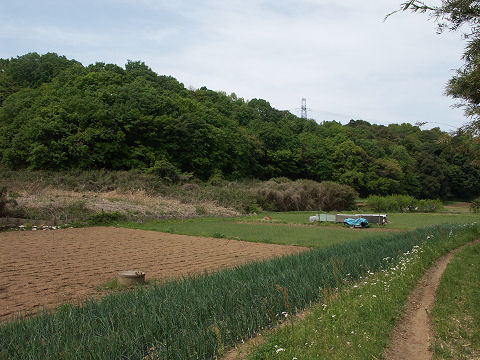
Paisagem de satoyama em Inagi, Tóquio.

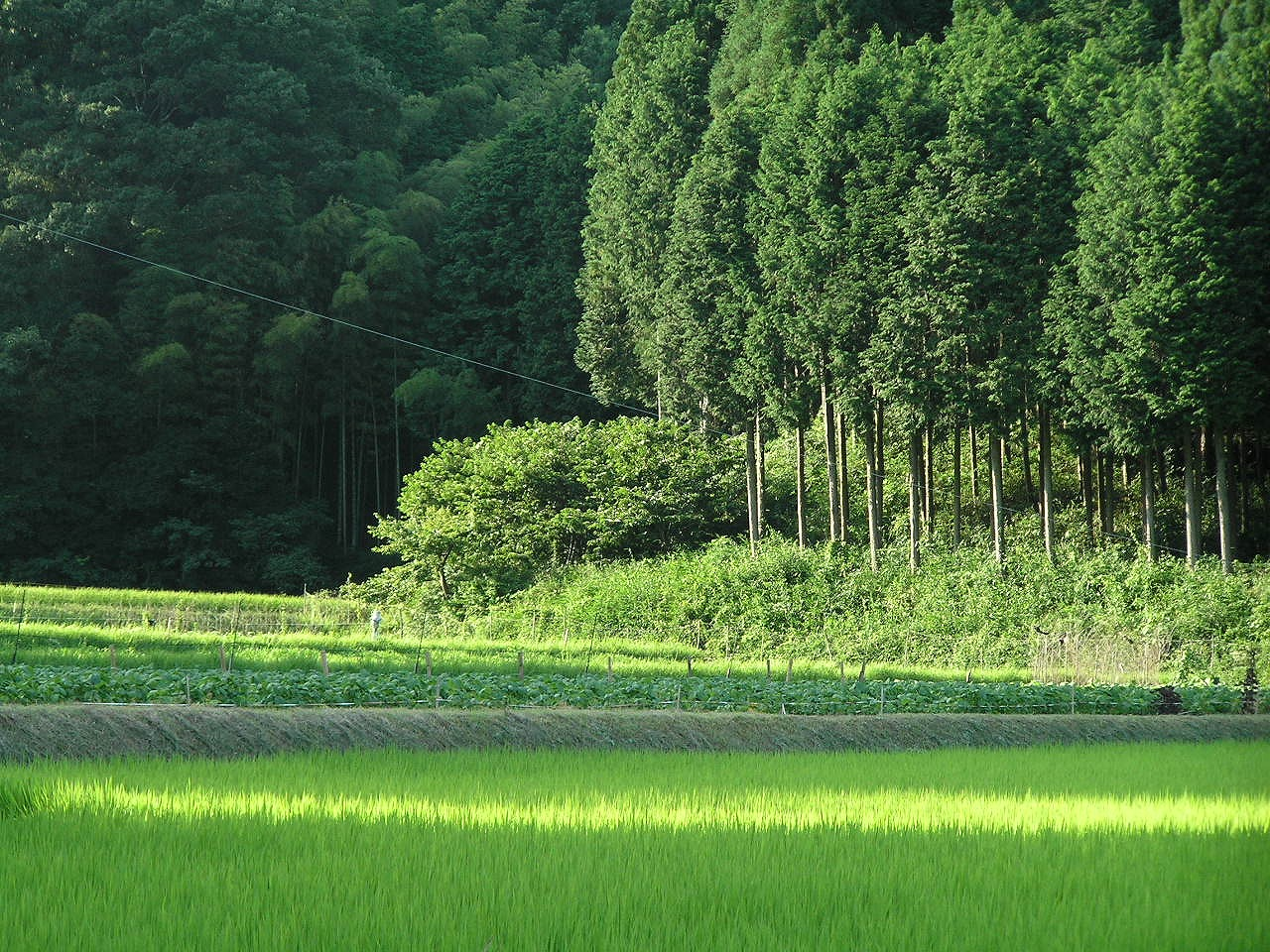
Paisagem de satoyama com arrozais e florestas em Sasayama, Hyōgo.

O conceito de satoyama possui diversas definições. A primeira definição é a gestão das florestas através das comunidades agrícolas locais, utilizando a talhadia. Durante a era Edo, as folhas novas e caídas eram colhidas nas florestas comunitárias para serem usadas como fertilizante nos arrozais húmidos. Os aldeões também usavam madeira para construção, cozinha e aquecimento. Mais recentemente, a satoyama foi definida não apenas como florestas comunitárias mistas, mas também como paisagens inteiras utilizadas para a agricultura. De acordo com esta definição, satoyama contém um mosaico de florestas mistas, arrozais, arrozais secos, pastagens, riachos, lagoas e reservatórios para irrigação. Os agricultores usam as pastagens para alimentar cavalos e gado. Riachos, lagoas e reservatórios desempenham um papel importante no ajuste dos níveis de água dos arrozais e na criação de peixes como fonte de alimento.

## População, propriedade e uso da terra

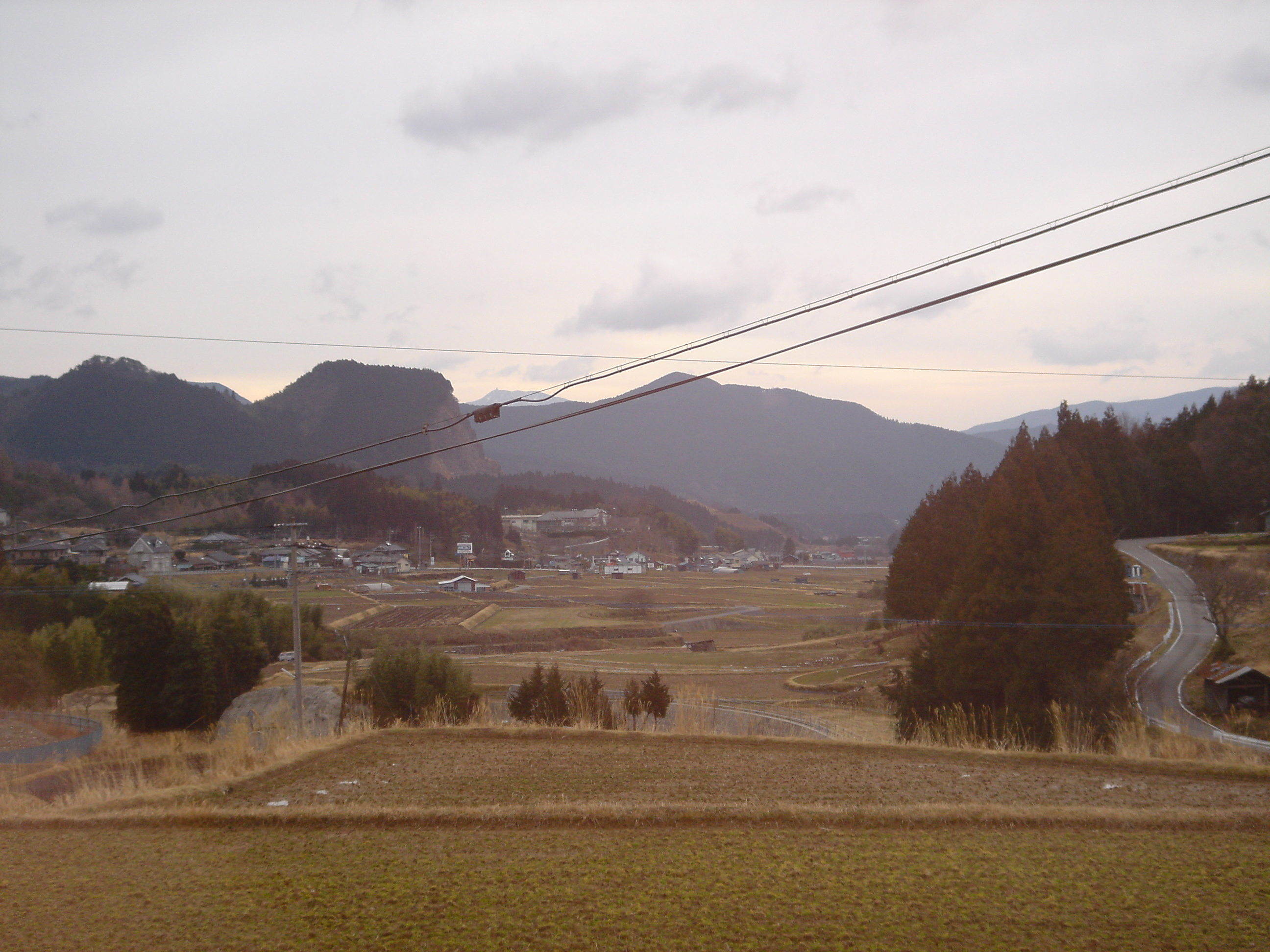
Satoyama na cidade de Kuma kōgen, Ehime.

O declínio populacional nas aldeias tem sido um fator determinante significativo no desaparecimento das satoyama da paisagem japonesa. O crescimento económico de 1955 a 1975 criou disparidades sociais e económicas significativas entre cidades e aldeias e levou ao despovoamento de aldeias de montanha, onde a vida foi dificultada por condições naturais como encostas íngremes, deslizamentos de terra e nevões. Os padrões de propriedade também foram um fator. A propriedade partilhada de florestas satoyama próximas às aldeias é comum desde o início do século XIX. Estas florestas foram derrubadas por motivos económicos e para a construção de casas. Como as florestas perto das aldeias foram derrubadas, as florestas antigas (incluindo florestas de faias em altitudes elevadas) estão hoje frequentemente localizadas longe das aldeias. Os habitantes utilizam madeira das suas florestas privadas e plantações de coníferas como combustível. Na década de 1960, as satoyama eram utilizados como campos de arroz, campos arados, cultivo itinerante, pastagens, campos de palha, florestas secundárias para combustível e florestas gigantes de bambu.

## Biodiversidade

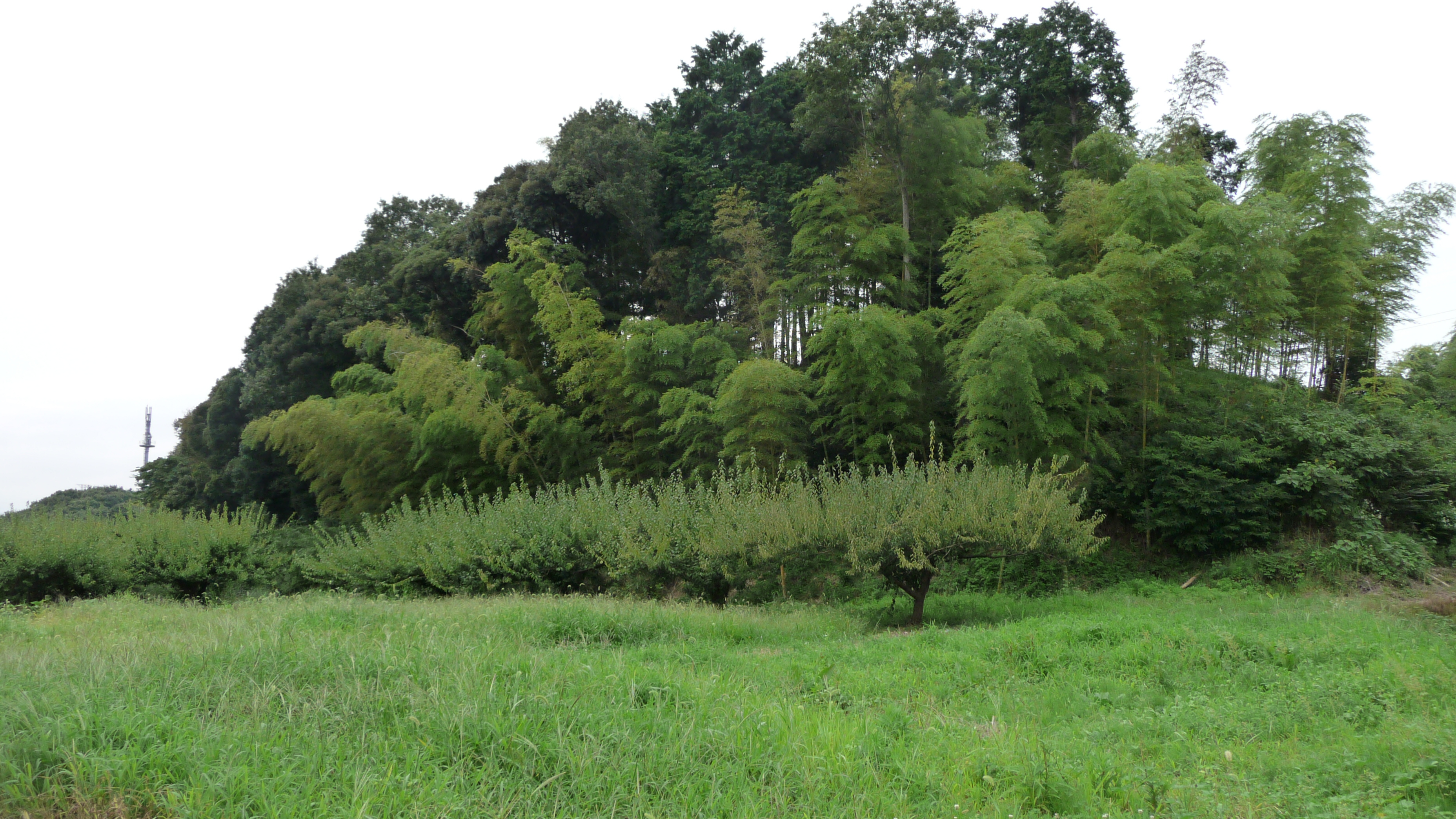
Satoyama, utilizando uma camada de planta, do fundo, campo agrícola, árvore Prunus mume para umeboshi, madeiras de bambu e matagais em Chiba, Japão.

Vários tipos de habitat para a vida selvagem foram fornecidos pela paisagem mista de satoyama como resultado do sistema agrícola tradicional japonês que também facilita o movimento da vida selvagem entre uma variedade de habitats. A migração de animais silvestres pode ocorrer entre lagoas, arrozais, pastagens, florestas e também de uma aldeia para outra. Lagoas, reservatórios e riachos, em particular, desempenham um papel significativo na sobrevivência de espécies dependentes de água, como libélulas e pirilampos. Nas fases iniciais do seu ciclo de vida, passam a maior parte do tempo na água. Carvalhos decíduos, como Quercus acutissima e Quercus serrata, são plantados pelos agricultores para manter árvores caducifólias de folhas largas. A sucessão para a densa e escura floresta de loureiros é impedida pelos agricultores que cortam estas árvores para obter lenha e carvão a cada 15 a 20 anos. Muitas espécies de plantas e animais conseguem viver nestas florestas decíduas devido às práticas de gestão tradicionais.

## Causalidades do desaparecimento

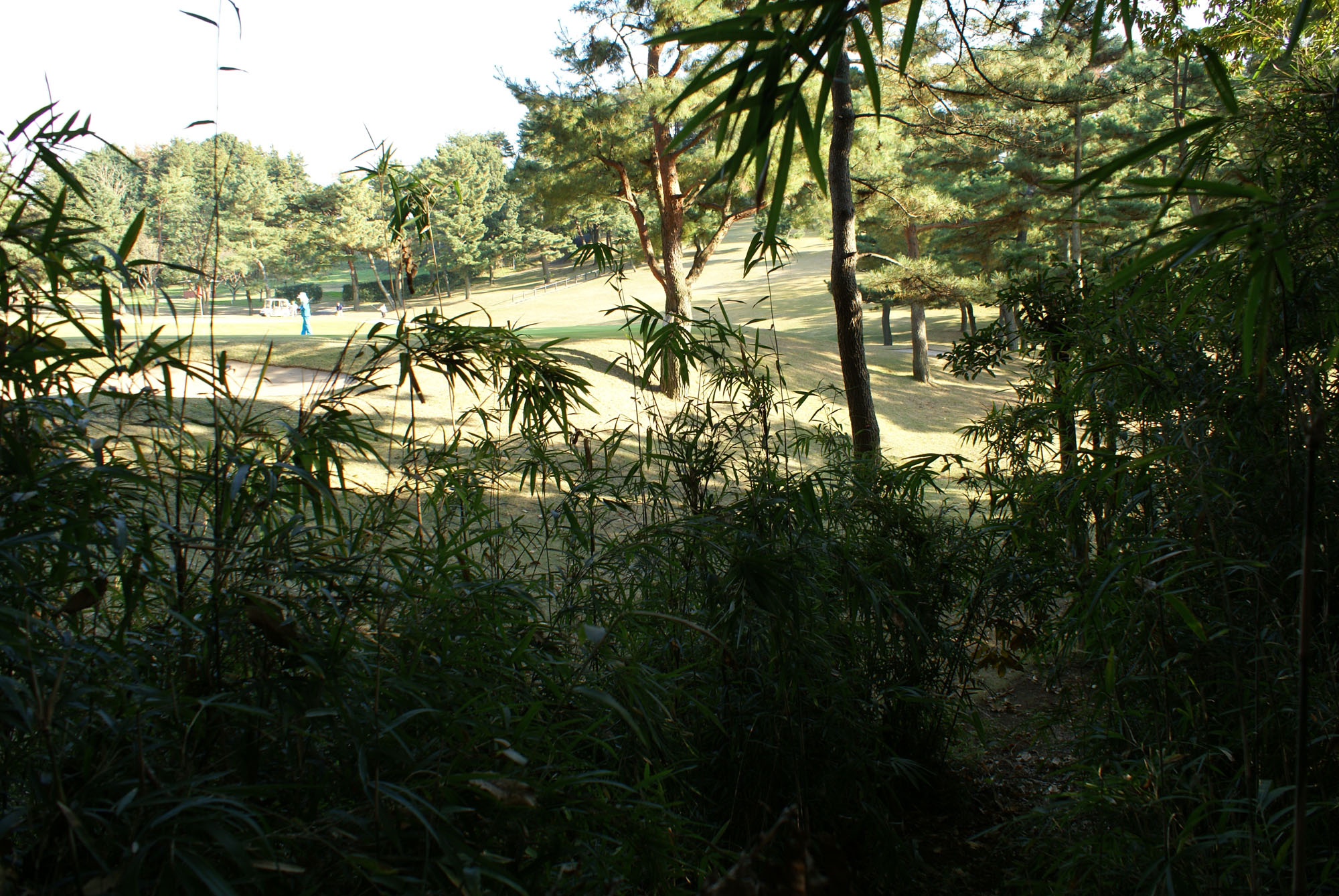
Vários campos de golfe são desenvolvidos em Satoyama em todo o Japão.

As satoyama tem desaparecido devido à mudança drástica nos recursos naturais do carvão e lenha para o petróleo e à mudança do composto para fertilizante químico. Além disso, o problema do envelhecimento na sociedade japonesa pode causar o desaparecimento deas satoyama porque há menos pessoas que podem trabalhar nas satoyama, o que é considerado uma perturbação intermediária nas florestas, como o corte e a colheita de árvores para obter madeira e carvão, o corte de arbustos para lenha e a coleta de lixo como composto. Estes impactos humanos podem ajudar no sucesso da floresta. Como causalidade final do desaparecimento das satoyama, as florestas secundárias dominadas por pinheiros em satoyama foram cada vez mais destruídas desde que a doença da murcha do pinheiro devastou as florestas de pinheiros na década de 1970.
O desaparecimento das satoyama gerou ameaças a muitos animais selvagens que habitam estas áreas. Por exemplo, a espécie Niphanda fusca, uma borboleta que pode ser encontrada nas paisagens de satoyama, está ameaçada em parte devido à degradação deste ecossistema. Esta borboleta habita os estágios iniciais da sucessão, portanto a progressão desses ecossistemas para os estágios posteriores causou a perda de um habitat para as borboletas. N. fusca está listada na Lista Vermelha do Japão como ameaçado de extinção – houve uma redução de cerca de 39% em seus registos nas prefeituras.

## Conservação
Ao longo das décadas de 80 e 90, o movimento de conservação das satoyama foi implementado no Japão. Em 2001, existem mais de 500 grupos ambientalistas que trabalham pela conservação das satoyama. Por causa dos seus esforços, as  satoyama tornaram-se mais prevalecentes nas paisagens japonesas.
A Iniciativa Satoyama foi estabelecida na sede da UNESCO em Paris em 2009 como um esforço global para concretizar "sociedades em harmonia com a natureza" através do reconhecimento e promoção de paisagens satoyama e paisagens semelhantes em todo o mundo como um bom modelo para a conservação da biodiversidade e do bem-estar humano. Em 2010, a Iniciativa Satoyama foi reconhecida na Decisão X/32 da Conferência das Partes da Convenção sobre Diversidade Biológica (CBD COP) como "uma ferramenta potencialmente útil para melhor compreender e apoiar ambientes naturais influenciados pelo homem em benefício da biodiversidade e bem-estar humano" e "consistente e em harmonia com a Convenção". A Parceria Internacional para a Iniciativa Satoyama também foi lançada na mesma reunião da COP da CDB e anotada na Decisão como "um mecanismo para realizar atividades identificadas pela Iniciativa Satoyama, incluindo a coleta e análise de estudos de caso, destilando lições e promovendo investigações sobre diferentes práticas de utilização sustentável dos recursos biológicos, bem como aumentar a sensibilização e apoiar projetos e atividades no terreno em ambientes naturais influenciados pelo homem”.